# Arcidiocesi di Abuja
L'arcidiocesi di Abuja (in latino Archidioecesis Abugensis) è una sede metropolitana della Chiesa cattolica in Nigeria. Nel 2022 contava 908.744 battezzati su 4.363.449 abitanti. È retta dall'arcivescovo Ignatius Ayau Kaigama.

## Territorio
L'arcidiocesi comprende per intero la Abuja Federal Capital Territory in Nigeria.
Sede arcivescovile è la città di Abuja, dove si trova la cattedrale dei Dodici Apostoli.
Il territorio è suddiviso in 137 parrocchie.

### Provincia ecclesiastica
La provincia ecclesiastica di Abuja, istituita nel 1994, comprende 7 suffraganee:
- diocesi di Gboko
- diocesi di Idah
- diocesi di Katsina-Ala
- diocesi di Lafia
- diocesi di Lokoja
- diocesi di Makurdi
- diocesi di Otukpo

## Storia
La missione sui iuris di Abuja fu eretta il 6 novembre 1981, ricavandone il territorio dalla diocesi di Minna.
Il 19 giugno 1989 fu elevata a diocesi con la bolla Quantis progressibus di papa Giovanni Paolo II, e resa suffraganea dell'arcidiocesi di Kaduna.
Il 26 marzo 1994 la diocesi è stata elevata al rango di arcidiocesi metropolitana con la bolla Quo aptius dello stesso papa Giovanni Paolo II.

## Cronotassi dei vescovi
Si omettono i periodi di sede vacante non superiori ai 2 anni o non storicamente accertati.
- Dominic Ignatius Ekandem † (6 novembre 1981 - 28 settembre 1992 ritirato)
- John Olorunfemi Onaiyekan (28 settembre 1992 succeduto - 9 novembre 2019 ritirato)
- Ignatius Ayau Kaigama, succeduto il 9 novembre 2019

## Statistiche
L'arcidiocesi nel 2022 su una popolazione di 4.363.449 persone contava 908.744 battezzati, corrispondenti al 20,8% del totale.
| anno | popolazione | popolazione | popolazione | presbiteri | presbiteri | presbiteri | presbiteri                | diaconi | religiosi | religiosi | parrocchie |
| anno | battezzati  | totale      | %           | numero     | secolari   | regolari   | battezzati per presbitero | diaconi | uomini    | donne     | parrocchie |
| ---- | ----------- | ----------- | ----------- | ---------- | ---------- | ---------- | ------------------------- | ------- | --------- | --------- | ---------- |
| 1990 | 9.390       | 423.000     | 2,2         | 24         | 14         | 10         | 391                       |         | 93        | 16        | 10         |
| 1997 | 46.708      | 780.413     | 6,0         | 45         | 24         | 21         | 1.037                     |         | 100       | 70        | 23         |
| 2000 | 71.000      | 700.000     | 10,1        | 47         | 30         | 17         | 1.510                     |         | 108       | 78        | 27         |
| 2001 | 72.000      | 750.000     | 9,6         | 58         | 37         | 21         | 1.241                     |         | 128       | 89        | 28         |
| 2002 | 280.000     | 2.000.000   | 14,0        | 58         | 36         | 22         | 4.827                     |         | 134       | 89        | 31         |
| 2003 | 307.250     | 2.000.000   | 15,4        | 85         | 66         | 19         | 3.614                     |         | 139       | 126       | 32         |
| 2004 | 200.000     | 2.300.000   | 8,7         | 91         | 70         | 21         | 2.197                     |         | 38        | 132       | 36         |
| 2005 | 205.000     | 2.357.000   | 8,7         | 100        | 74         | 26         | 2.050                     |         | 44        | 134       | 37         |
| 2006 | 350.000     | 2.429.000   | 14,4        | 61         | 40         | 21         | 5.737                     |         | 162       | 129       | 37         |
| 2009 | 538.000     | 2.991.000   | 18,0        | 112        | 62         | 50         | 4.803                     |         | 163       | 167       | 46         |
| 2012 | 542.105     | 3.096.000   | 17,5        | 132        | 82         | 50         | 4.106                     |         | 125       | 167       | 67         |
| 2015 | 514.105     | 3.295.000   | 15,6        | 195        | 120        | 75         | 2.636                     |         | 151       | 230       | 74         |
| 2018 | 610.000     | 3.871.950   | 15,8        | 274        | 188        | 86         | 2.226                     |         | 176       | 257       | 85         |
| 2020 | 895.000     | 3.944.095   | 22,7        | 303        | 210        | 93         | 2.954                     |         | 191       | 374       | 98         |
| 2022 | 908.744     | 4.363.449   | 20,8        | 348        | 247        | 101        | 2.611                     |         | 195       | 394       | 137        |